# نات هاگلند
نات هاگلند (انگلیسی: Knut Haugland; ۲۳ سپتامبر ۱۹۱۷ – ۲۵ دسامبر ۲۰۰۹) نمایشگاه‌گردان اهل نروژ بود.
از فیلم‌ها یا برنامه‌های تلویزیونی که وی در آن نقش داشته‌است می‌توان به کن-تیکی اشاره کرد.
وی همچنین برندهٔ جوایزی همچون لژیون دونور (شوالیه) شده‌است.